# Spilogona mydaeinaformis
Spilogona mydaeinaformis este o specie de muște din genul Spilogona, familia Muscidae, descrisă de Huckett în anul 1965. Conform Catalogue of Life specia Spilogona mydaeinaformis nu are subspecii cunoscute.